# Гальский муниципалитет
Га́льский муниципалитет (груз. გალის მუნიციპალიტეტი, galis municipʼalitʼetʼi, абх. Гал амуниципалитет, до 2006 года — Га́льский район) — де-юре, административная единица Автономной Республики Абхазия в составе Грузии. Административный центр — Гали.
Де-факто, территория Гальского муниципалитета контролируется частично признанным государством — Республикой Абхазией, и с 1995 года разделена между Гальским, Ткуарчалским и Очамчырским районами.

## Население
После войны в Абхазии 1992—1993 годов перепись населения в Гальском муниципалитете правительством Грузии не проводилась ввиду фактического занятия территории Республикой Абхазией — частично признанным государством.